# Эндерлайн, Ортрун
Ортрун Цёфель-Эндерлайн (нем. Ortrun Zöphel-Enderlein, 1 декабря 1943, Трюнциг) — восточногерманская саночница, которая соревновалась в 1960-х годах. Она завоевала золотую медаль на зимних Олимпийских играх 1964 года в Инсбруке, Австрия.
На следующих зимних Олимпийских играх 1968 года в Гренобле, по сумме трех заездов она шла первой в общем зачете, но была дисквалифицирована вместе с Анной-Марией Мюллер, которая была второй, после того как было обнаружено, что они незаконно нагревали полозья своих саней перед стартом, что запрещено правилами. Эндерляйн и Мюллер были лишены своих медалей.
Эндерляйн также выиграла 2 золотые медали на чемпионатах мира (1965 и 1967).
После окончания карьеры работала в Олимпийском комитете ГДР (1969—1990).